# جندالله
جندالله یک گروه تروریستی مستقر در استان سیستان و بلوچستان بود که هدف خود را احقاق حقوق بلوچ‌ها و اهل سنت ایران، از طریق مبارزه مسلحانه با نظام جمهوری اسلامی می‌دانست.
جندالله که در سال ۱۳۸۲ بنیان‌گذاری شد، هدف خود را تلاش برای تأمین حقوق قوم بلوچ و اهل‌سنت بلوچستان اعلام کرد اما تأکید داشت که «یک گروه جدایی‌طلب» نیست. ایران و ایالات متحده آمریکا آن را سازمانی تروریستی شناختند که دست به قاچاق سوخت و مواد مخدر می‌زد. ایران جندالله را گروهی تروریستی و در ارتباط با القاعده می‌دانست که ده‌ها نظامی و شهروند عادی ایران را به قتل رسانده بود.
معروفترین رهبر این گروه، عبدالمالک ریگی از طایفه ریگی بود که توسط جمهوری اسلامی دستگیر و اعدام شد. بعد از دستگیری وی، این گروه در اطلاعیه‌ای اعلام کرد که محمدظاهر بلوچ را به عنوان رهبر جدید خود منصوب کرده است. مدتی بعد این گروه توسط اعضای آن منحل و گروهی جدید با نام جیش العدل به رهبری صلاح الدین فاروقی تشکیل شد.

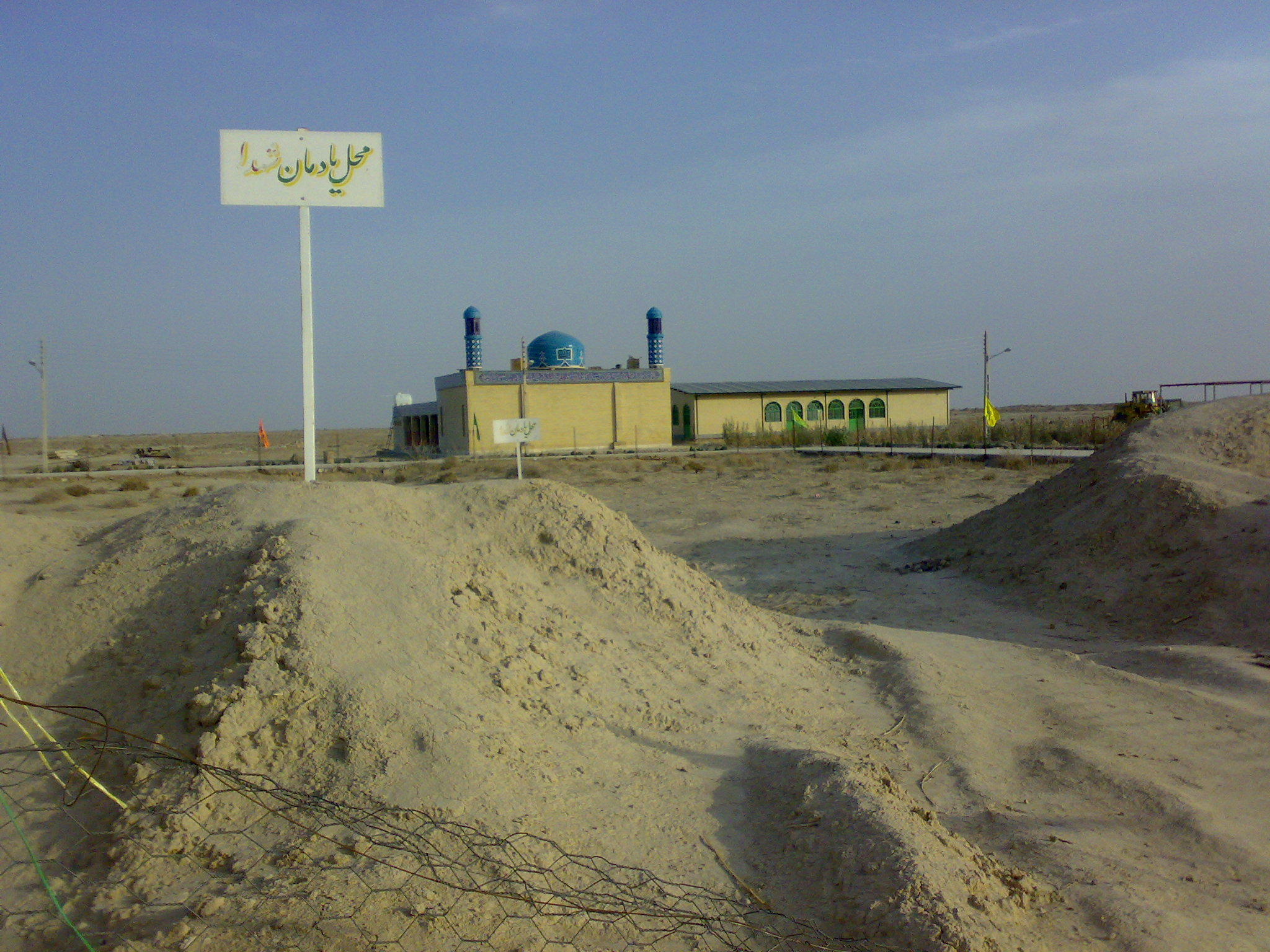
نمایی از محل کشتار تاسوکی در جاده زابل-زاهدان

وزارت امورخارجه ایالات متحده آمریکا در نوامبر ۲۰۱۰ نام این گروه را به فهرست گروه‌ها و سازمان‌های تروریستی از دیدگاه خود اضافه کرد.

## اهداف
عبدالمالک ریگی، رهبر گروه «جندالله» در مصاحبه با رادیو بلوچ، هدف اصلی خود را دفاع از حقوق ملی و مذهبی قوم بلوچ و اهل سنت در استان سیستان و بلوچستان اعلام کرده و ادعای جمهوری اسلامی ایران مبنی بر اینکه گروه جندالله قصد جدایی طلبی دارد را به شدت رد کرده بود.

## عکس‌العمل جمهوری اسلامی ایران
دولت جمهوری اسلامی ایران برای مقابله با این گروه، با کمک وزارت اطلاعات اقدام به شناسایی، دستگیری و اعدام عوامل این گروه می‌نمود.
مجتبی میرعبدالهی مدیرکل روابط عمومی وزارت کشور، روز چهارشنبه ۲۹ فروردین ۱۳۸۶ در مصاحبه با خبرنگاران اعلام کرد «با همکاری وزارت اطلاعات گروهک تروریستی عبدالمالک ریگی کنترل و سرشاخه‌های اصلی این گروه نابود شده‌اند».

### اعدام تعدادی از اعضاء گروه
در تاریخ ۲۳ تیر ۱۳۸۸، سیزده عضو این گروه در استان سیستان و بلوچستان اعدام شدند.
همچنین در تاریخ ۲۹ آذر ۱۳۸۹، یازده هوادار گروه جندالله در زندان زاهدان اعدام شدند. اتهام این افراد، «افساد فی‌الارض و محاربه با خدا و رسول و مقابله با نظام» عنوان شده‌بود.
عبدالرئوف ریگی سخنگوی جندالله در مصاحبه‌ای با روزنامه الشرق الاوسط مدعی شد که این افراد ارتباطی با این گروه نداشتند.

### عفو عمومی اعضا گروه
پس از دستگیری عبدالمالک ریگی توسط نیروهای اطلاعاتی ایران، دولت ایران پیشنهاد عفو عمومی را به شرط خلع سلاح اعضای گروه و دست‌کشیدن از مبارزه مسلحانه به اعضای آن داد. بعد از آن تا اردیبهشت ۱۳۸۹ حدود ۱۱۰ نفر از اعضای گروه این پیشنهاد را پذیرفته و تسلیم شدند.

## حمایت خارجی

### آمریکا و اسرائیل

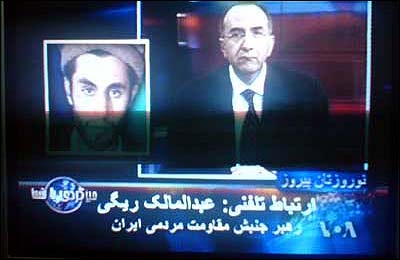
حضور ریگی در صدای آمریکا

گزارشی از براین راس و کریستوفر ایشام از ای‌بی‌سی نیوز در آوریل ۲۰۰۷ اتهام زد که جندالله «به‌طور محرمانه از سوی مقامات آمریکایی تشویق و مشورت داده شده» تا حکومت ایران را بی‌ثبات کند، و برای این اتهام به منابع اطلاعاتی ایالات متحده آمریکا و قبایلی پاکستان استناد کرد. این گزارش دیک چینی معاون رئیس‌جمهور آمریکا متهم می‌کند در جریان سفرش به پاکستان در خصوص فعالیت این گروه علیه ایران به بحث می‌پردازد. این شبکه در یک پست وبلاگی، اظهار داشت که باور بر این است که این حمایت در سال ۲۰۰۵ شروع شده و ترتیب داده شده تا آمریکا هیچ کمک مالی مستقیمی به این گروه نکند که ملزم به نظارت کنگره ایالات متحده آمریکا نباشد و توجه رسانه ای را به خود جلب نکند و قیاسی بین حمایت آمریکا از جندالله و درگیری آمریکا در نیکاراگوئه را برنیانگیزد. این گزارش از سوی منابع رسمی پاکستان انکار شد، اما ای بی سی با وجود این انکار بر ادعای خود پابرجا ماند. الکسیس دبت که یکی از منابعی بود که راس و ایشام از او در گزارششان برای اتهام حمایت آمریکا از جندالله نقل قول کردند پس از این که مقامات ای بی سی مدعی شدند او حین کار برای این شرکت مصاحبه‌های متعددی را جعل کرده در ژوئن ۲۰۰۷ از ای بی سی نیوز استعفا داد. راس گفت که این گزارش دربارهٔ جندالله منابع بسیاری داشته و افزود «فقط نگران چیزهایی هستیم که دبت فراهم کرد نه محتوای آن گزارش» بنا بر گفته راس ای بی سی چیزی پیدا نکرد که گزارش‌هایی که دبت رویش کار کرد را زیر سؤال ببرد. به هر روی با ادامه یافتن صحبت‌ها در خصوص جعل‌ها این شبکه «از یک جا به بعد لازم می‌دید این که چیزهایی که او می‌گوید باورکردنی است را زیر سؤال ببرد.» این باعث شد تا این شبکه در سال ۲۰۰۷ تیم دومی از تهیه‌کنندگان را برای تحقیق در خصوص گزارش‌های اولی به پاکستان بفرستد.
در ۲ آوریل ۲۰۰۷, عبدالمالک ریگی در سرویس فارسی صدای آمریکا، شبکه رسمی سخن پراکنی حکومت آمریکا ظاهر شد، و از او به عنوان «رهبر محبوب جنبش مقاومت ایران» یاد شد و عنوان "دکتر " به نام او اضافه شد. این رخداد باعث محکومیت عمومی در جامعه ایرانی آمریکایی در آمریکا که بسیاری شان مخالفان حکومت ایران و نیز جندالله هستند شد.
در ژانویه ۲۰۱۲، مقاله ای از مارک پری اعتبار اتهامات پیشین را زیر سؤال برد و اظهار داشت سیا (CIA) «حتی کوچک‌ترین تماس‌ها با جندالله را ممنوع کرده است.» منشأ این شایعات یک عملیات "پرچم دروغین" موساد اسرائیل است؛ مأموران موساد ظاهراً با تظاهر به این که مأموران سیا هستند با اعضای به کارگرفته شده جندالله در شهرایی چون لندن برای انجام حملاتی علیه ایران دیدار کردند. رئیس‌جمهور جرج دابلیو. بوش " پس از دریافتن اقدامات اسرائیل «مطلقاً عصبانی شد» ولی تا پیش از این که دولت رییس جمهور باراک اوباما در نوامبر ۲۰۱۰ جندالله را به عنوان یک گروه تروریستی تعیین کرد و «برنامه‌های اطلاعاتی مشترک آمریکا-اسرائیل برای هدف قرار دادن ایران را به میزان زیادی کاهش داد» مساله حل و فصل نشد. با این که سیا پس از بمب‌گذاری‌های ۱۳۸۵ زاهدان همه تماس‌ها با جندالله را قطع کرد، اداره تحقیقات فدرال (اف بی آی) و وزارت دفاع ایالات متحده آمریکا به جمع آوری اطلاعات در خصوص جندالله از طریق مهره‌های تربیت شده کارگروه ضد تروریسم اف بی آی ادامه داد. سیا در سال ۲۰۰۸ اجازه سفر مکهیل به افغانستان را داد تا با خبرچین‌ها ملاقات کند. بنا بر نیویورک تایمز: «مقامات فعلی و سابق می‌گویند که حکومت آمریکا هیچگاه عملیات‌های جندالله را هدایت یا تأیید نکرد. و آنها می‌گویند هیچگاه آمریکا به آنها زمان یا هدف یک حمله تروریستی را نگفت ولی اقدامی برای جلوگیری از آن هم نکرد.»
مقامات رسمی جمهوری اسلامی ایران همواره مدعی بوده‌اند که گروه جندالله ایران توسط سرویس‌های اطلاعاتی سیا، اس‌آی‌اس، موساد، آی‌اس‌آی و فرماندهی ناتو حمایت می‌شود. آمریکا و بریتانیا این اتهام را رد کرده‌اند.
خبرگزاری آسوشیتد پرس در گزارشی اعلام کرد که تاکنون اطلاعات تأیید شده‌ای مبنی بر نقش آمریکا در حمایت از جندالله و کمک به آموزش نیروهای آن به‌دست نیامده است. اما گزارش‌های برخی کارشناسان امور منطقه و مقامات امنیتی حکایت از آن دارد که جندالله از کمک‌های آمریکاییان و پاکستانی‌ها سود برده و همچنین به جنگجویان ضد شیعه مرتبط با عربستان هم نزدیک شده است. از جمله مصاحبه ژنرال اسلم بیگ، رئیس سابق ستاد نیروی زمینی پاکستان که در ابتدای دهه ۱۹۹۰ ارتش را ترک کرده با این خبرگزاری که اظهار کرده روستای مرزی مند محل ارتباط آمریکایی‌ها و جندالله بوده و کمک‌های آمریکایی‌ها از طریق دو بندر پاکستانی کوت کلمت و جیوانی وارد منطقه می‌شده است.
جمهوری اسلامی مدعی است که عبدالمالک ریگی در زندان، اعتراف کرده که آمریکا به او و گروه جندالله قول همکاری و حمایت داده است.
در نوامبر ۲۰۱۴، روزنامه نیویورک تایمز، بر اساس اسنادی که از یک مأمور سابق اف‌بی‌آی به دست آورده بود، فاش کرد که سازمان سیا، در طول مدت فعالیت گروه جندالله، با وی در ارتباط بوده است و از عملیات‌های تروریستی آن، پیش از وقوع نیز مطلع بوده است ولی در این خصوص این واکنشی نشان نمی‌داد. این ارتباط پنهانی اطلاعاتی بین جندالله و سیا، حتی پس از تروریستی اعلام کردن آن توسط آمریکا، ادامه داشت.

## دستگیری رهبران گروه
- بامداد روز سه‌شنبه ۴ اسفند ۱۳۸۸، وزارت اطلاعات ایران اعلام کرد که عبدالمالک ریگی، رهبر این گروه و نیز نفر دوم گروه جندالله در طی یک عملیات دستگیرشده‌اند.[۵۷]

به گفته مصطفی محمدنجار، وزیر کشور، ریگی در خارج ایران دستگیر و به ایران آورده شده است.
چندی بعد عنوان شد که وی در پرواز دُبِی - قرقیزستان توسط پدافند هوایی و در جمهوری اسلامی ایران دستگیرشده است. قوه قضائیه جمهوری اسلامی ایران، عبدالمالک ریگی که به «محاربه و فساد فی الارض» متهم شده بود را بامداد یکشنبه ۳۰ خرداد ۱۳۸۹ اعدام کرد.
- طبق اعلام بعضی از خبرگزاری‌ها مقامات امنیتی پاکستان اعلام کرده بودند که در تاریخ ۲۴ دسامبر ۲۰۱۰ موفق به دستگیری عبدالرئوف ریگی برادر عبدالمالک و از سران جندالله شده بودند اما چندی بعد خبر دستگیری وی تکذیب گردید.[۶۰]

## جای گرفتن در فهرست گروه‌های تروریستی آمریکا
یک سخنگوی وزارت امور خارجه آمریکا، در روز چهارشنبه ۳ نوامبر ۲۰۱۰، اعلام کرد که این وزارتخانه، جندالله را به عنوان چهل و هفتمین سازمان تروریستی به لیست سیاه خود افزوده کرد. برخی کارشناسان این اقدام را حرکتی در جهت بهبود روابط ایران و آمریکا در مورد حل مسئله هسته‌ای ایران عنوان کردند. سخنگوی وزارت امور خارجه ایران این اقدام آمریکا را گامی در جهت صحیح نامید. در همین حال گروه جندالله اعلام کرد که به اقدام آمریکا پاسخ درخوری خواهیم داد.

## اقدامات گروه جندالله
| شرح عملیات                                                           | تاریخ               | محل                                      | نتایج | پیامدها |
| -------------------------------------------------------------------- | ------------------- | ---------------------------------------- | --- | --- |
| حمله به کاروان انتقال رئیس‌جمهور                                      | ۱۳۸۴/۹/۲۳           | مناطق کویری بلوچستان                     | کشته شدن محافظ و راننده خودرو احمدی‌نژاد | نامشخص |
| حمله به پاسگاه مرزی گدار ناهوک سراوان                                | ۱۳۸۴/۱۰/۱۲          | منطقهٔ سراوان                             | گروگان گرفتن ۸ سرباز مرزبان و رئیس پاسگاه | آزادسازی ۸ تن از سربازان در تاریخ ۱۰ بهمن همان سال با میانجیگری بزرگان طوایف منطقه و اعلام خبر اعدام رئیس پاسگاه. اعدام احمد سریر در تاریخ ۱۳۸۵/۱۲/۲۳ در پارک لالهٔ زاهدان. |
| اسارت ۳ تبعه ترکیه                                                   | ۱۳۸۴/۱۰/۲۵          | نامشخص                                   | درخواست پرداخت ۱ میلیون دلار از جانب ایران در قبال آزادی گروگان‌ها                                                                                                 | نامشخص |
| حادثه تاسوکی                                                         | ۱۳۸۴/۱۲/۲۵          | منطقه تاسوکی                             | قتل ۲۳ تن از مسافران عبوری از محور زابل به زاهدان. آتش زدن ۶ خودروی متعلق به مسافران. اسارت عده‌ای نامعلوم از مسافران عبوری. زخمی شدن فرماندار زاهدان در این حمله. | اسماعیل احمدی مقدم و مصطفی پورمحمدی آمریکا را مشوق جنبش جندالله برای این عملیات نامیدند و این عملیات را به سفارش نیروهای اطلاعاتی آمریکا دانستند. جنبش جندالله ایران در تاریخ ۱۳۸۵/۱/۲ با انتشار فیلمی عنوان کرد که در صورت آزاد نکردن ۵ عضو این گروه از جانب نیروهای انتظامی ایران گروگان‌های واقعه تاسوکی را خواهد کشت. اکبر اعلم، عضو کمیسیون امنیت ملّی مجلس در فروردین ۱۳۸۶ استاندار و برخی نیروهای انتظامی بلوچستان را به کوتاهی در جلوگیری از این واقعه متهم کرد. عبدالحمید ریگی و ۱۵ عضو دیگر جنبش جندالله ایران توسط نیروهای امنیتی پاکستان دستگیر و در ۱۳۸۷/۳/۲۵ به ایران تحویل داده شدند. |
| حملات پراکنده به غیرنظامیان                                          | ۱۳۸۵/۱/۱۸           | استان سیستان و بلوچستان                  | ترور و اسارت غیرنظامیان و گاهی اعدام آن‌ها | گزارش حسینعلی شهریاری، نماینده زاهدان، در جلسه علنی مجلس در تاریخ ۱۳۸۵/۱/۲۰ از حملات دو روز قبل جنبش تروریستی جندالله ایران به مردم عادی. ایجاد قرارگاه بعثت در منطقه مرزی با پاکستان. اعدام یکی از گروگان‌ها در ۱۷ اردیبهشت همان سال. برپایی مانور اقتدار در تاریخ ۱۳۸۵/۲/۲۸ برای سرکوب گروهک جنبش مقاومت مردمی ایران با مشارکت کلیه نیروهای نظامی ایران. آزادی ۴ گروگان و کشتن ۱۴ عضو جنبش در ۶ خرداد همان سال. برپایی رزمایش ضربت ذوالفقار توسط نیروی زمینی ارتش در ۲۸ مرداد همان سال. |
| حمله به مأموران فرماندهی انتظامی                                     | ۱۳۸۵/۱۱/۱۲          | تقاطع بلوارهای بزرگمهر و معلم شهر زاهدان | قتل ۴ مأمور پلیس و یک شهروند | اعدام دو تن از اعضای جنبش جندالله دخیل در این حمله |
| حمله به اتوبوس حامل نیروهای سپاه پاسداران با خودروی حامل مواد منفجره | ۱۳۸۵/۱۱/۲۵          | بلوار ثارالله شهر زاهدان                 | کشته شدن ۱۳ نفر و زخمی شده ۳۰ تن دیگر از اعضای سپاه و مردم عادی                                                                                                   | محکومیت این حمله از جانب سازمان ملل متحد. جنبش مقاومت مردمی ایران این حمله را عملی تلافی جویانه در قبال اعدام اعضایش نامید. نصرالله شنبه‌زهی در ۳۰ بهمن همان سال به جرم دخالت در بمبگذاری در محل انفجار اعدام شد. فردی به نام سعید. ق نیز به جرم مشارکت در ۱۳۸۶/۳/۱۳ در همان محل اعدام شد. |
| انفجار بمب صوتی                                                      | ۱۳۸۵/۱۱/۲۷          | بلوار جمهوری شهر زاهدان                  | بدون تلفات | نامشخص |
| حمله به پاسگاه مرزی نگور                                             | ۱۳۸۵/۱۲/۸           | منطقه نگور                               | قتل ۲ مأمور مرزبانی و اسارت ۴ نفر دیگر و انتقال آنها به پاکستان                                                                                                   | نامشخص |
| شبیخون اعضای جندالله به جمعی از پاسداران                             | ۱۳۸۶/۴/۲۸           | روستای دومک-منطقه کورین                  | ۱۱ مأمور سپاه پاسداران کشته و ۹ تن دیگر زخمی شدند | نامشخص |
| حمله به خودروهای عبوری                                               | ۱۳۸۶/۵/۲۸           | جاده چابهار به ایرانشهر                  | گروگانگیری ۲۱ غیرنظامی و انتقال آنها به پاکستان | در پی همکاری دیپلماتیک ایران و پاکستان ظرف ۱۲ ساعت نیروهای نظامی پاکستان به محل انتقال گروگانها یورش برده و با کشتن سرکرده و جمعی از اعضای جنبش در آن حمله گروگان‌ها را آزاد کردند. |
| ترور مهدی توکّلی                                                      | ۱۳۸۶/۷/۱۰           | روستای افتخارآباد شهرستان خاش            | قتل وی توسط دو راکب یک موتور | نامشخص |
| درگیری مسلحانه در مدرسهٔ علمیه                                        | ۱۳۸۶/۹/۲۲           | روستای چاه‌جمال شهرستان ایرانشهر          | نامشخص | ۶ تن از روحانیون و طلّاب سنی مذهب که متهم شدند با جنبش مقاومت مردمی ایران همکاری کردند محاکمه شدند. اما خود آن‌ها این مسئله را رد کردند. |
| حمله به پاسگاه مرزی                                                  | ۱۳۸۷/۳/۲۴           | منطقه سراوان                             | گروگانگیری ۱۶ مأمور مرزبانی و انتقال آنها به پاکستان | اعدام ۱۵ نفر و آزادی یک تن از آن‌ها. |
| ترور ابراهیم کریمی (معاون دادگستری سراوان)                           | ۱۳۸۷/۳/۲۷           | نامشخص                                   | قتل وی | ۳ عضو جندالله دستگیر شدند. علیرضا براهویی در زاهدان اعدام شد. |
| فضل‌الله شهبازی (دادستان عمومی و انقلاب خاش)                          | ۱۳۸۷/۷/۶            | شهرستان خاش                              | ترور ناموفق بود و وی زخمی شد. | نامشخص |
| حمله انتحاری به صبحگاه مشترک فرماندهی انتظامی                        | ۱۳۸۷/۱۰/۹           | شهرستان سراوان                           | عبدالغفور ریگی (برادر کوچک عبدالمالک) با انفجار بمب همراه خود ۴ نفر از پرسنل نیروی انتظامی را کشته و ۱۲ نفر دیگر نیز مجروح کرد.                                   | محمود احمدی‌نژاد در سفری غیرمنتظره برای بررسی بیشتر به زاهدان رفت. |
| شبیخون به وانت تدارکات نیروهای نظامی                                 | ۱۳۸۷/۱۱/۶           | نامشخص                                   | کشتن مأموران راکب وانت و بازگشت به درون پاکستان | نامشخص |
| انفجار بمب صوتی                                                      | ۱۳۸۷/۱۱/۳۰          | مسجد الغدیر زاهدان                       | خسارات اندکی به ساختمان مسجد | نامشخص |
| حمله انتحاری به مسجد شیعیان                                          | ۱۳۸۸/۳/۷            | مسجد علی بن ابی‌طالب شهر زاهدان           | کشته شدن ۲۵ نفر و زخمی شدن ۱۲۰ تن دیگر | علی خامنه‌ای آمریکا را در این بمب‌گذاری دخیل دانست. علی لاریجانی در ۱۱ خرداد همان سال مسئولیت انفجار را از اهل سنت دور دانسته و به آمریکا نسبت داد. سه نفر در ارتباط با بمبگذاری، پیش از خاکسپاری قربانیان به اتهام افساد فی الارض در تاریخ ۱۳۸۸/۳/۹ اعدام شدند. ۲ تن اعضای دستگیرشده در این رابطه در ۱۶ خرداد همان سال اعدام شدند. |
| حمله به ستاد انتخاباتی محمود احمدی‌نژاد                               | ۱۳۸۸/۳/۸            | زاهدان                                   | مجروحیت ۳ نفر از اعضای ستاد | نامشخص |
| حمله انتحاری به نمایشگاه صنایع دستی                                  | ۱۳۸۸/۷/۲۶           | پیشین                                    | کشته‌شدن ۴۱ نفر و زخمی‌شدن ۱۵۰ نفر دیگر | محمود احمدی‌نژاد پاکستان را به کوتاهی در دستگیری اعضای جنبش جندالله بعد از این عملیات متهم کرد. سپاه پاسداران از کشور پاکستان درخواست مجوزی مبنی بر انجام عملیات نظامی داخل خاک پاکستان را علیه مواضع جنبش مقاومت مردمی ایران خواستار شد. مصطفی محمدنجّار، وزیر کشور، برای انجام مذاکراتی در جهت دستگیری اعضای جنبش جندالله توسط نیروهای پاکستانی به این کشور سفر کرد. |
| ۲ حمله انتحاری به مسجد جامع زاهدان                                   | ۱۳۸۹/۴/۲۴           | شهر زاهدان                               | کشته‌شدن ۲۷ نفر و زخمی شدن ۱۶۹ نفر دیگر | این بمب‌گذاری در روز تولد امام سوم شیعیان حسین بن علی و روز پاسدار صورت گرفت. اولین انفجار در حالی صورت گرفت که مردم در حال خواندن دعای کمیل بودند و در جلوی در ورودی مسجد صورت گرفت و انفجار بعدی زمانی که مردم برای کمک رسانی به تلفات انفجار اول آمده بودند صورت گرفت. در انفجار اول تعدادی از مأموران سپاه پاسداران که برای بازرسی در در مسجد ایستاده بودند کشته شدند. این حملات انتحاری را دو عضو نوجوان این گروه با نام‌های محمد ریگی و عبدالباسط ریگی انجام دادند. |
| بمب‌گذاری در مراسم تاسوعا در چابهار                                   | ۱۳۸۹/۹/۲۴           | چابهار                                   | کشته‌شدن ۳۹ نفر | در تاریخ ۲۹ آذر ۱۳۸۹، یازده هوادار گروه جندالله در زندان زاهدان اعدام شدند. |
| ۲۴ عملیات                                                            | از سال ۱۳۸۴ تا ۱۳۸۹ | استان سیستان و بلوچستان                  | ۲۱۰ کشته و ۴۹۶ زخمی | دستگیری رهبر گروه و بعدها انحلال گروه |

## مستند الجزیره
در روز یکشنبه ۲۳ تیر ۱۳۹۸ شبکه خبری الجزیره قطر با پخش مستندی با عنوان «آتش افروزان» صحبت‌هایی را از هشام عزیزی رهبر سابق گروه انصار الفرقان پیش از کشته شدنش منتشر کرد که نشان می‌دهد دولت بحرین از گروه جندالله برای انجام مأموریت‌های جاسوسی و انجام عملیات امنیتی در خاک ایران حمایت کرده است. در این مستند تصاویر محرمانه‌ای از هشام بلوچی منتشر شد که نشان می‌داد دولت بحرین از او خواسته تا با عبدالمالک ریگی رهبر گروه جندالله ارتباط برقرار کند و از فرودگاه نظامی چابهار و مراکز سپاه تصویربرداری کند.